# ADN antisens

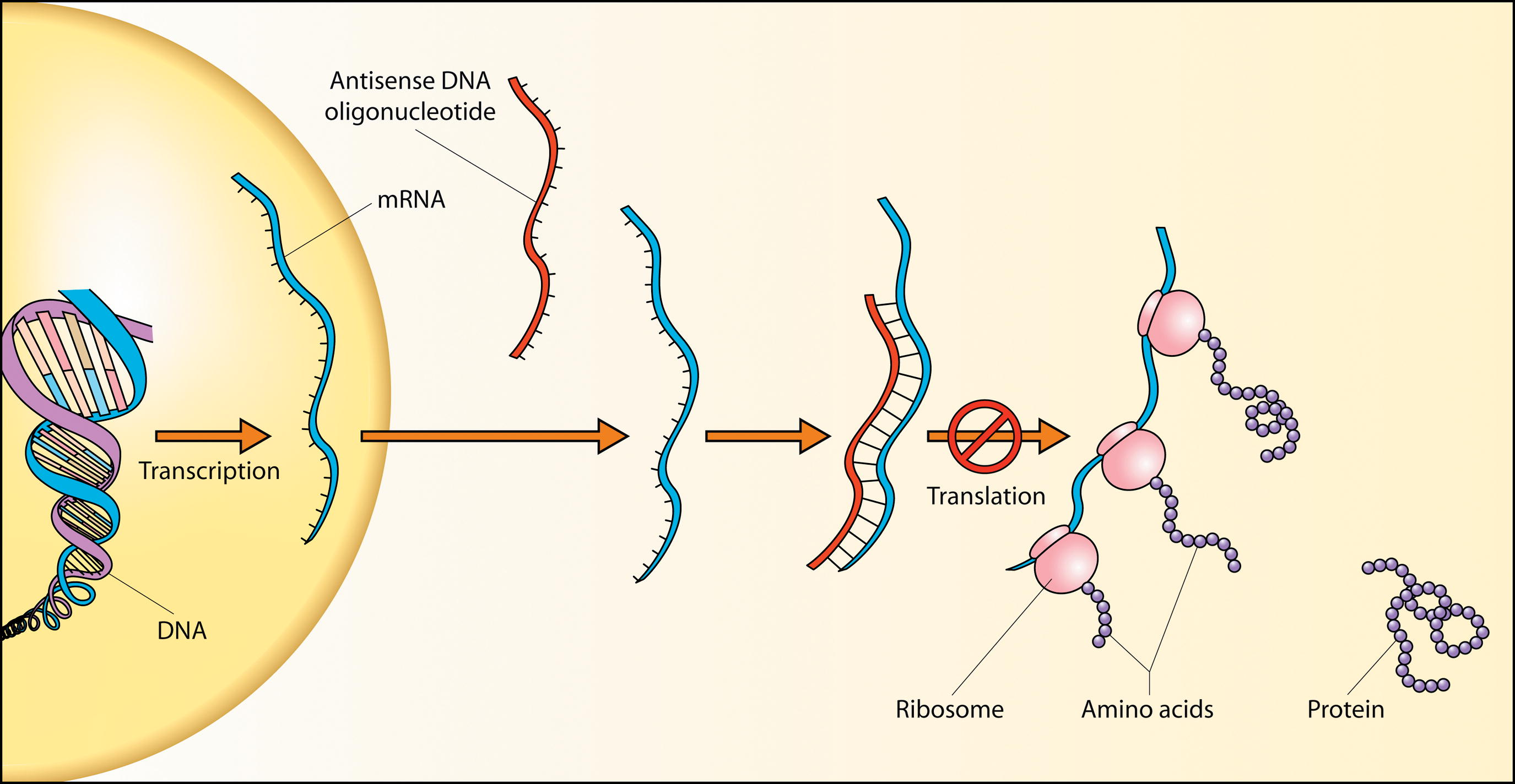
Schéma montrant comment les brins d'ADN antisens interfèrent avec la transcription de protéine.

Les ADN antisens sont des brins d'ADN synthétiques destinés à interagir avec un ARNm pour inhiber la synthèse de la protéine correspondante. Ils sont utilisés pour la thérapie antisens. On parle aussi d'ARN antisens ou d'oligonucléotides antisens. Ils sont constitués des 20 à 50 nucléotides en général.

## Principe
Certaines régions de l'ADN correspondent à des gènes, lesquels sont des instructions spécifiant l'ordre des acides aminés dans une protéine, mais possèdent aussi des séquences régulatrices, des sites d'épissage, des introns (parties non codantes du gène). Pour qu'une cellule utilise des informations, un des deux brins de l'ADN est utilisé comme modèle pour la synthèse d'un brin complémentaire d'ARN messager.
Les molécules simple brin d'ADN et d'ARN ont la capacité de s'associer pour former des hétéro-duplex stables. Dans la cellule, lorsqu'un ARN est associé à une molécule d'ADN complémentaire, ADN antisens, le complexe est reconnu par une enzyme qui le détruit, entravant ainsi la synthèse de la protéine codée.
Plusieurs formes d'ADN antisens ont été développées et peuvent être globalement catégorisées en antisens à blocage stérique d'une enzyme.